# Ferdinand von Wrede

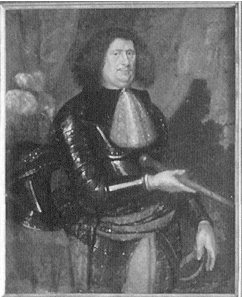
Ferdinand von Wrede zu Melschede (1619–1685), Gemälde

Ferdinand von Wrede zu Melschede (* 1619; † 1685) war ein hochrangiger Kurkölner Funktionsträger und zuletzt als Landdrost Stellvertreter des Kurfürsten im Herzogtum Westfalen.

## Leben
Er war Sohn des Stephan von Wrede, Drost von Balve und kurkölnischer Hofmeister sowie der Mutter Wilhelmine Dorothea von Rolshausen zu Müllenbach. Er selbst war in erster Ehe mit Sibilla Elisabeth von Plettenberg und in zweiter Ehe mit Johanna Maria von der Horst verheiratet.
Einer seiner Paten war Kurfürst Ferdinand von Bayern. Schon 1627 verlieh ihm der Kurfürst die Anwartschaft auf das Drostenamt in Balve. Beim Tod des Vaters war Ferdinand erst neun Jahre alt. Er trat später in den kaiserlichen Militärdienst ein und wurde Kornet im Kavallerieregiment Duckmiller von Müllenberg.

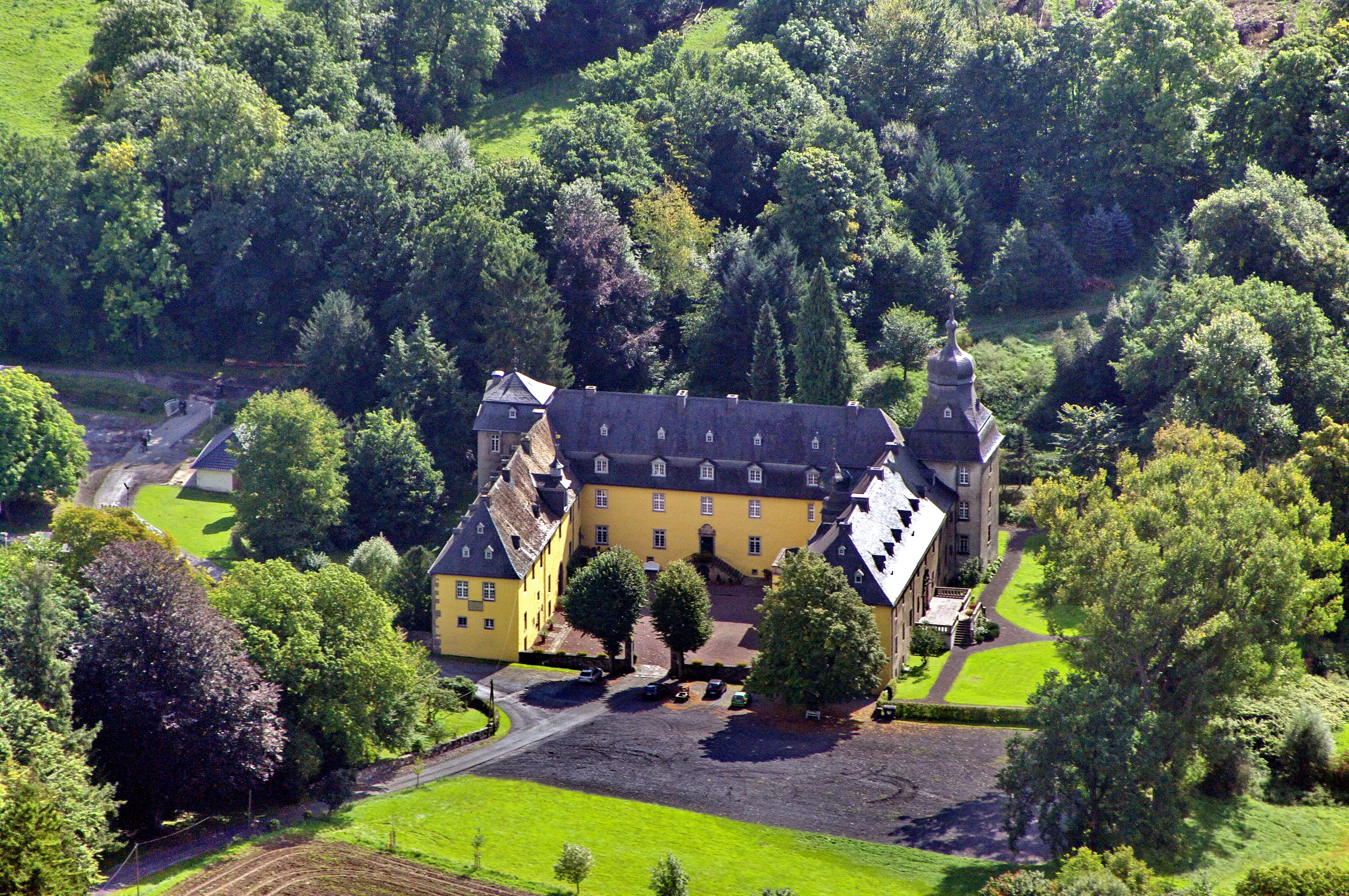
Schloss Melschede (2008)

Seit 1641 war er Drost des Amtes Balve und verließ er den kaiserlichen Militärdienst ein Jahr später. 1647 wurde er adeliger Rat bei der Verwaltung des Herzogtums Westfalen ernannt. Diese Position wurde 1653 vom neuen Kurfürsten Maximilian Heinrich von Bayern bestätigt. Er unterschrieb 1654 den Recessus perpetuae concordiae zwischen der Ritterschaft und den Städten des Herzogtums an vorderer Stelle mit. 1658 verpfändete der Kurfürst am ihn das Amt Balve und ernannte ihn 1659 zum kurkölnischen Hofmeister. Danach ließ von Wrede das Schloss Melschede als vierflügelige Anlage errichten. 1668 wurde er zum Obriststallmeister erhoben und erhielt als solcher ein Quartalsgehalt von 500 Gulden mit zusätzlichen Leistungen für fünf Pferde und die Bezahlung von drei Dienern. 1672 wurde er stellvertretender Landdrost und versah die Amtsgeschäfte für den Militärdienst leistenden Landdrost Dietrich von Landsberg.
Ca. 1676, nach dem Tod des bisherigen Amtsinhabers Gaudenz von Weichs, wurde er Berghauptmann und stand damit dem Bergamt des Herzogtums Westfalen vor. Gemäß der Bergordnung von 1669 war der Berghauptmann ein dem Kurfürsten direkt unterstellter „Minister“, dem das gesamte Bergwesen und die Berggerichtsbarkeit in eigener Verantwortung unterstand. Von 1684 bis 1685 war er schließlich Landdrost und damit sowohl Stellvertreter des Kurfürsten wie auch oberster Vertreter der Stände im Herzogtum Westfalen.